# Area 51: The Alien Interview
Area 51: The Alien Interview je americký dokumentární film z roku 1997. Zachycuje údajný výslech mimozemšťana na vojenské základně americké armády v Oblasti 51, jehož záznam byl získán od muže jménem Victor.

## Původ záznamu
Victor tvrdí, že snímek je kopií přísně tajného videozáznamu, pořízeného na vojenské základně v Oblasti 51. Z obavy před odhalením svou skutečnou identitu nikdy neprozradil. Na otázku, zda byl zaměstnancem základny, pouze řekl, že měl důvod být v Oblasti 51 (…) více než jedenkrát. Přestože dokument označuje za kopii propašovanou z Oblasti 51, odmítá prozradit jakékoli detaily a nikdy nesdělil, kde ke zkopírování došlo. Naznačil pouze, že využil příležitosti ke zkopírování během "snížení bezpečnosti", ke kterému došlo při hromadném převodu videodokumentace z analogové do digitální formy.
Po několika neúspěšných pokusech přesvědčit televizní stanice, aby odvysílaly jeho video, Viktor kontaktoval 26. července 1996 studio Rocket Pictures, nezávislou společnost distribuující video se sídlem v Los Angeles. Ředitel společnosti Tom Coleman i přes prvotní pochybnosti přislíbil po telefonickém rozhovoru natočení dokumentárního filmu založeného na zmíněném videozáznamu. Ještě před zahájením natáčení požádal o vyjádření nestranné experty a také videozáznam přehrál odborníkovi na UFO Seanu Davidu Mortonovi. První informace na veřejnost pronikly, když se Sean Morton o videu zmínil 13. března 1997 v pořadu Arta Bella na radiové stanici Coast to Coast AM. Samotný Viktor hovořil s Bellem o dva měsíce později. Při hovoru z mobilního telefonu a s použitím zařízení, které zkreslovalo jeho skutečný hlas, uvedl další podrobnosti o obsahu videa.

## Obsah záznamu
Záznam trvá 2 minuty 55 sekund. V levém dolním rohu je zachycena bytost označovaná jako DNI/27; hodiny zobrazené uprostřed dolní části obrazovky se pohybují od "04:00:18:15" do "04:03:12:25".
Podle Victora byl mimozemšťan do Oblasti 51 dopraven po sestřelení jeho vesmírné lodi v roce 1989. Drobná postava, která zcela odpovídá zažité představě o šedých mimozemšťanech, sedí u stolu za sklem, které Victor označil jako „bioochranná bariéra“ chránící bytost před mikroby a viry. Ve skle se odráží pravděpodobně dvě televizní obrazovky. Na hlavě bytosti jsou patrné podlitiny. Sean Morton předpokládá, že přístroj stojící před ní na stole je monitor srdeční činnosti. Osoba, kterou Victor označil za armádního důstojníka pokoušejícího se s bytostí telepaticky komunikovat, je v popředí nalevo, zatímco civilně oblečená postava střídavě vstupuje a odchází ze záběru v popředí napravo. Místnost, ve které rozhovor probíhal, byla velmi slabě osvětlena a obě osoby se zobrazovali jen jako obtížně rozeznatelné stíny. Ze stejného důvodu je trvale viditelná pouze hlava bytosti, jen krátce je možné zahlédnout i horní část jeho trupu.
Přibližně v polovině videozáznamu začíná být vetřelec znatelně rozrušený a projevují se u něj silné křeče doprovázené dušením. Vojenský úředník dává signál dvěma zdravotníkům, kteří s rouškami na obličeji přicházejí bytosti na pomoc. Zatímco jeden svítí kapesní svítilnou, druhý stírá od úst bytosti pěnu. V tomto momentě video končí. Videozáznam je bez zvuku, Victor jej prý záměrně odebral, aby zachoval anonymitu jeho účastníků.

## Dokumentární film
Samotný dokument zůstává v otázce pravosti záznamu neutrální a nabádá diváky, aby si vytvořili vlastní názor z dostupných informací. Moderátorem je herec Steven Williams, jeho vstupy jsou natočeny v Nevadě nedaleko pohoří, na jehož opačné straně je samotná Oblast 51. Po představení a krátké zmínce o historii základny následuje několik hraných rekonstrukcí založených na teoriích a dohadech o událostech, které se udály od zřízení základny roku 1949. Zahrnuta jsou také interview s Bobem Lazarem a Davidem Adairem, kteří oba tvrdí, že byli v Oblasti 51 svědky výzkumu mimozemských technologií, a také interview s Colemanem o jeho prvním setkání s Victorem.
Obsažen je také rozhovor se zřetelně nervózním Victorem, který se natáčení zúčastnil až po dohodě s Colemanem, jež mu zaručovala, že nebude muset zmiňovat fakta umožňující odhalení jeho identity. Viktor má obličej ve stínu a opět používá přístroj k utajení hlasu. Po prvních dvou minutách se však zvedá k odchodu a prohlašuje rozhovor za ukončený, protože má pocit, že jeho dohoda s Colemanem není dodržována. Následuje dlouhý rozhovor mimo kameru o otázkách, které mohou a nemohou být pokládány, poté se Victor k interview vrací, aby mluvil o obvyklém průběhu rozhovorů mezi lidmi a mimozemšťany, o svém názoru na korupci ve vládě a o svém osobním bezpečí, až je nakonec příliš emocionálně rozrušen na to, aby pokračoval.

## Věrohodnost záznamu

### Argumenty pro
- Sean Morton považuje video za revoluční a rysy mimozemšťana za vysoce shodné s pečlivým výzkumem pravděpodobných biologických vlastností těchto bytostí založeném na nesčetných popisech od osob, které s nimi údajně přišly do styku. Navíc podotýká, že zkratka "DNI" v dolní části obrazovky by mohla zastupovat Oddělení zahraničních záležitostí (Department of Naval Intelligence), což je britský termín, ve Spojených státech amerických je tento úřad nazýván Office of Naval Intelligence.
- spisovatel Whitley Strieber v dokumentu tvrdí, že bytost se pohybuje stejným způsobem jako ty, které jej v roce 1986 unesly.
- expert na UFO Robert Dean označil záznam za silný, skutečný a založený na jeho vlastních údajných zkušenostech s mimozemskými bytostmi, které získal jako armádní vyšetřovatel v 60. letech 20. století.
- německý spisovatel a odborník na UFO Michael Hesemann řekl, že Victorova výpověď o dopravení bytosti do Oblasti 51 po havárii jeho plavidla v roce 1989 odpovídá záznamu Letectva Jihoafrické republiky o sestřelení mimozemské lodi nad pouští Kalahari taktéž v roce 1989. Hesemann tvrdí, že mu jeho zdroje řekly o dvou přeživších pasažérech lodi, kteří byli dopraveni do Oblasti 51.

### Argumenty „proti“
(Příklady z rozhovorů v dokumentu)
- Expert na analýzu obrazu Jim Dilettoso nejprve tvrdil, že záznam byl zkopírován z filmové pásky, což protiřečilo tvrzení Victora o tom, že záznam pochází z videopásky. Na základě dalších rozborů Dilettoso vyvodil, že nelze zcela vyloučit velmi vzácné podmínky, za jejichž splnění by kopie z videozáznamu skutečně vzniknout mohla. Tím se však jeho analýza stala poměrně neprůkaznou.
- Hollywoodský animátor a odborník na líčení John Criswell si myslí, že jde o podvod, avšak nevylučuje možnou autenticitu bytosti. Držitel Oscara a expert v oblasti líčení a trikových záběrů Rick Baker je méně přesvědčený než Criswell. Baker vcelku rychle prohlásí stvoření za padělek.
- Samotným producentům dokumentu se zdá podezřelé, že Victorovi podle jeho vlastních slov jde hlavně o peněžní zisk. Nakonec na vysílacích právech záznamu skutečně velmi zbohatl, což je ale v rozporu s jeho tvrzením, že pouze chtěl veřejnosti ukázat pravdu o existenci mimozemšťanů. Victor podotýká, že cítil potřebu určitého drobného ocenění v podobě finanční nezávislosti, aby mohl bojovat s možnými následky zveřejnění tajné vojenské operace.

## Kritika
Diváci si v dokumentu všimli určitých prvků, které jsou kromě samotného záznamu vetřelce také značně podezřelé. Mnozí poukazují na Victorovo ochotnické přehrávání a jeho dva zcela nepodstatné výbuchy, jež mají dodat záznamu na dramatičnosti. Upozorňují také na relativně neupřímné Colemanovy výroky a fakt, že přestože podle samotného dokumentu má jeho společnost Rocket Pictures film produkovat a distribuovat, ve skutečnosti tomu tak není. Victorův hlas není zkreslen příliš pečlivě a zvuková analýza poukazuje na skutečnost, že získání jeho skutečného hlasu, stačí rozhovor přehrát se slabě zvýšenou rychlostí. To vyvolává otázku, proč Victor ve zkreslení svého hlasu nebyl důkladnější, když se tolik obával zatčení z příkaz vlády Spojených států amerických či o svůj život. Méně skeptičtí diváci na druhou stranu oceňují, že od doby, kdy bylo video poprvé vysíláno, proti němu nikdo veřejně nevystoupil a že se žádný z aktérů na dokumentu nepodílel čistě kvůli vlastnímu zviditelnění.